# 胶片时代爱情
《胶片时代爱情》（韓語：필름시대사랑）是一部2015年上映的韩国剧情片，由中国朝鲜族导演张律执导，朴海日，安圣基，文素利，韩艺璃主演。该片属于首尔老人电影节支持项目，2015年9月作为首尔老人电影节开幕影片，2015年10月22日在韩国上映。

## 剧情梗概
讲述在电影拍摄现场反对导演执导方式的照明组工作人员（朴海日 饰）偷了拍摄的胶片后，开始漫无目的地行走，并梦想着自己想要拍摄的电影。

## 演员阵容

### 主要人物
- 朴海日 饰演 照明组工作人员/《直到黎明到来》旁白
- 安聖基 饰演 爷爷
- 文素利 饰演 医院清洁工
- 韓藝璃 饰演 孙女/《爱情的殿堂》旁白

### 其他人物
- 南明烈 饰演 老人
- 白鉉真 饰演 护士
- 金学善 饰演 导演
- 郭子亨 饰演 副导演
- 金完奎 饰演 转交影带的少年
- 朴尚浩 饰演 男子声音

### 友情出演
- 李俊栋[註 1] 饰演 患者1
- 金东贤[註 2] 饰演 精神病院患者
- 许哲[註 3] 饰演 精神病院患者

## 电影节展映

##### 2015年
- 第20届釜山国际电影节[6]
- 第34届温哥华国际电影节

##### 2016年
- 第19届上海国际电影节
- 第63届悉尼电影节[7]

## 获奖与提名
2016年：第3届野花电影奖
- 摄影奖 赵英植（候补）